# United 93
United 93 és una pel·lícula franco-britànico-estatunidenca dirigida per Paul Greengrass, estrenada el 2006.

## Argument
La pel·lícula descriu cronològicament la tragèdia del vol 93 d'United Airlines l'11 de setembre de 2001.

## Repartiment
- Christian Clemenson com Tom Burnett
- Cheyenne Jackson com Mark Bingham
- David Alan Basche com Todd Beamer
- Peter Hermann com Jeremy Glick
- Daniel Sauli com Richard Guadagno
- Trish Gates com Sandra Bradshaw
- Corey Johnson com Louis J. Nacke, II
- Richard Bekins com William Joseph Cashman
- Michael J. Reynolds com Patrick Joseph Driscoll
- Khalid Abdalla com Ziad Jarrah
- Lewis Alsamari com Saeed al-Ghamdi
- Jamie Harding com Ahmed al-Nami
- Omar Berdouni com Ahmed al-Haznawi
- Opal Alladin com CeeCee Lyles
- Nancy McDoniel com Lorraine G. Bay
- Peter Marinker com Andrew Garcia
- David Rasche com Donald Freeman Greene
- J. J. Johnson com Captain Jason Dahl
- Gary Commock com First Officer LeRoy Homer Jr.
- Polly Adams com Deborah Welsh
- Chip Zien com Mark Rothenberg
- Erich Redman com Christian Adams
- Kate Jennings Grant com Lauren Grandcolas
- Starla Benford com Wanda Anita Green
- Simon Poland com Alan Anthony Beaven
- Trieste Kelly Dunn com Deora Frances Bodley
- Jodie Lynne McClintock com Marion R. Britton
- Marceline Hugot com Georgine Rose Corrigan
- Rebecca Schull com Patricia Cushing
- Ray Charleson com Joseph DeLuca
- Tom O'Rourke com Donald Peterson
- Becky London com Jean Headley Peterson
- John Rothman com Edward P. Felt
- Libby Morris com Hilda Marcin
- Denny Dillon com Colleen Fraser
- Susan Blommaert com Jane Folger
- Tara Hugo com Kristin White Gould
- Lorna Dallas com Linda Gronlund
- Masato Kamo com Toshiya Kuge
- Liza Colón-Zayas com Waleska Martinez
- Olivia Thirlby com Nicole Carol Miller
- Leigh Zimmerman com Christine Snyder
- Joe Jamrog com John Talignani
- Chloe Sirene ascom Honor Elizabeth Wainio

Adicionalment, algunes persones es van interpretar a si mateixes a la pel·lícula, incloent Thomas Roberts, Ben Sliney, Tobin Miller, Rich Sullivan, Tony Smith, James Fox, Shawna Fox, Jeremy Powell, Curt Applegate, Greg Callahan i Rick Tepper.

## La reconstrucció
La reconstrucció històrica de la pel·lícula, feta en temps real, descriu els 90 minuts durant els quals els passatgers han vist el seu avió segrestat. Reconstruïda a partir de les trucades als parents de les víctimes Vol 93 es presenta més com una reconstrucció que com una ficció, encara que alguns esdeveniments continuïn sent tèrbols.

## Al voltant de la pel·lícula
- El rodatge va començar el 22 de novembre de 2005 als Estudis Pinewood, així com als aeroports Newark Liberty i Londres Stansted.
- La pel·lícula ha estat realitzada amb la total col·laboració de les famílies de les víctimes.[2]
- Existeix igualment un telefilm estatunidenc, Flight 93, dirigida el mateix any per Peter Markle i descrivint també la cronologia del Vol 93.
- A petició dels productors, no es va mostar cap tràiler al públic abans del començament de l'explotació comercial de la pel·lícula.
- La producció ha fet donació d'un percentatge de les recaptacions del primer cap de setmana d'explotació al memorial del Vol 93, situat prop de Shanksville, a Pennsilvània. L'import de la donació estaria tocant els 1,15 milió de dòlars.[2]
- Perquè el director pogués captar el temor i l'hostilitat entre els dos grups, els actors que interpreten els pirates de l'aire i aquells que interpreten els passatgers van ser col·locats en hotels diferents, no van fer els seus àpats junts i no van efectuar cap activitat comuna fora del rodatge.

## Premis i nominacions

### Premis
- 2007. BAFTA al millor director per Paul Greengrass
- 2007. BAFTA al millor muntatge per Clare Douglas, Richard Pearson i Christopher Rouse

### Nominacions
- 2007. Oscar al millor director per Paul Greengrass
- 2007. Oscar al millor muntatge per Clare Douglas, Richard Pearson i Christopher Rouse
- 2007. BAFTA a la millor pel·lícula britànica
- 2007. BAFTA al millor guió original per Paul Greengrass
- 2007. BAFTA a la millor fotografia per Barry Ackroyd
- 2007. BAFTA al millor so per Chris Munro, Mike Prestwood Smith, Doug Cooper, Oliver Tarney i Eddy Joseph

## Rebuda
- "Apassionant reconstrucció dels fets (...) El millor: els 20 minutos finals. El pitjor: sobra argot de controlador aeri. (...) Puntuació: ★★★★ (sobre 5)."[3]
- "Un robust, profundament visceral i captivador retrat dels tràgics esdeveniments (...) És tremendament intrigant, sobretot tenint en compte que sabem el final. Puntuació: ★★★★ (sobre 4)."[4]
- "No és massa aviat per l' 'United 93' (...) Un magistral i colpidor film, que fa honor a les víctimes. (...) Puntuació: ★★★★ (sobre 4)."[5]